# Weather Underground
A Weather Underground Organization (WUO), mais conhecida como Weather Underground, foi uma organização americana de extrema esquerda fundada no campus de Ann Arbor da Universidade de Michigan. Originalmente chamado Weatherman, o grupo se tornou conhecido como The Weathermen.

## Organização
Oficialmente conhecido como Weather Underground Organization (WUO) a partir de 1970, o objetivo político expresso do grupo era criar um partido revolucionário para derrubar o "imperialismo americano", sendo uma  facção política do movimento dos Estudantes por uma Sociedade Democrática (Students for a Democratic Society, SDS); tendo sido composto na maior parte pela liderança nacional do SDS e seus apoiantes. Segundo o comitê do Senado que investigou suas atividades, o objetivo do Weatherman Underground era criar um partido clandestino revolucionário para derrubar o governo dos Estados Unidos.
O FBI descreveu o WUO como um grupo terrorista doméstico. A organização fazia oposição à Guerra do Vietnã e aliou-se ao Black Liberation Army e ao Black Panther Party, tendo realizado uma série de atentados a bomba em meados dos anos 1970. O grupo também tomou parte em outras ações, tais como a fuga de Timothy Leary da prisão. Os "Dias de Fúria" (Days of Rage), foram a primeira manifestação pública do WUO, e começaram em 8 de outubro de 1969, em Chicago. A data foi marcada de modo a coincidir com o julgamento dos Sete de Chicago. Em 1970, o grupo emitiu uma "Declaração de Estado de Guerra" contra o governo dos Estados Unidos sob o nome de "Organização Subterrânea do Tempo" (Weather Underground Organization, WUO).
Na década de 1970, o WUO realizou uma campanha de ataques a bomba contra prédios do governo e vários bancos. Alguns ataques foram precedidos por avisos de evacuação, juntamente com ameaças identificando o assunto específico que o ataque pretendia protestar. Três membros do grupo foram mortos em uma explosão acidental enquanto estavam montando uma bomba, que acabou explodindo antes da hora, dentro de um prédio de quatro andares, em Greenwich Village, Nova York, no dia 6 de março de 1970. Nenhum militante foi morto em nenhum dos ataques a bomba. O comunicado do WUO emitido em conexão com o ataque a bomba do Capitólio dos Estados Unidos, em 1º de março de 1971, indicava que estava "em protesto contra a invasão do Laos pelos EUA". O WUO afirmou que o ataque a bomba no Pentágono em 19 de maio de 1972 foi "em retaliação ao bombardeio dos EUA em Hanói". O WUO anunciou que seu atentado de 29 de janeiro de 1975 ao prédio do Departamento de Estado dos Estados Unidos foi "em resposta à escalada no Vietnã".
O WUO começou a se desintegrar depois que os Estados Unidos chegaram a um acordo de paz no Vietnã em 1973, e foi extinto em 1977. Em 1970 o grupo divulgou uma "Declaração de Estado de Guerra" contra o governo dos Estados Unidos, identificando-se como  "Weather Underground Organization" (WUO). Em 1981, antigos membros do grupo roubaram um carro blindado da Brinks. Houve confronto com a polícia e três pessoas morreram.
O grupo tomou o nome da letra de Bob Dylan, "Você não precisa de um meteorologista [weatherman] para saber de que maneira o vento sopra", da música "Subterranean Homesick Blues" (1965). Essa fala de Dylan também foi o título de um documento de posição distribuído em uma convenção do SDS em Chicago em 18 de junho de 1969. Este documento de fundação pedia que uma "força de combate branca" se aliasse ao "Movimento de Libertação Negra" e outros movimentos radicais para alcançar "a destruição do imperialismo americano e formar um mundo comunista sem classes".

## História
The Weathermen desenvolveu-se a partir de uma facção do SDS - o Revolutionary Youth Movement (RYM). Seu nome foi inspirado na frase "You don't need a weatherman to know which way the wind blows" ("Você não precisa de um meteorologista para saber a direção do vento"), da canção "Subterranean Homesick Blues", de Bob Dylan. A frase significava, para seus membros, que "qualquer um podia ver que a revolução mundial era iminente" ("anyone could see, world revolution was imminent ", citado no documentário The Weather Underground). A  frase foi usada como  título de um  documento de posição distribuído pelo grupo durante uma convenção do SDS, no dia 18 de junho de  1969, em Chicago. Esse documento fundador propunha a aliança entre um movimento revolucionário branco, o movimento negro e outros movimentos radicais, para "destruição do imperialismo dos EUA e por um mundo sem classes: o comunismo mundial".
Entre o final de 1969 e o início de 1970, trinta militantes entraram na clandestinidade, apoiados por uma rede de várias centenas, talvez milhares, de simpatizantes, formada entre 1974 e 1975 pelo Prairie Fire Organizing Committee, organização criada com o propósito inicial de difundir o livro-manifesto da Weather Underground, Prairie Fire: The Politics of Revolutionary Anti-imperialism, publicado em julho de 1974. Nessa época, Weather Underground se reorientou politicamente, adotando uma linha mais próxima do marxismo-leninismo ortodoxo - que tanto havia criticado nos seus primórdios -, e abandonando a  luta armada  em favor de outras formas de ação - em particular, a publicação do seu livro-manifesto e, depois, de um jornal, Osawatomie, que circulou  clandestinamente de 1975 a 1976.
A reorientação política do movimento suscitou fortes dissidências internas, levando à sua cisão, entre o final de 1976 e o início de 1977. Alguns dos membros e simpatizantes do Weather Underground criaram então a May 19th Communist Organization; outros organizaram o efêmero Comitê Revolucionário da Weather Underground Organisation (RC), infiltrado desde o início pelo FBI; outros, finalmente, como os dirigentes Bill Ayers e Bernardine Dohrn, saíram da clandestinidade e se entregaran à polícia em 1980. A ilegalidade dos procedimentos investigativos do FBI contra eles levou ao abandono da maioria das acusações contra eles. Dohrn foi multada em USD 1.500 e colocada em liberdade condicional por três anos. As acusações contra o  Ayers foram retiradas. No entanto, aqueles que participaram da May 19th receberam pesadas condenações; um deles, David Gilbert, foi preso e não será libertado antes da década de 2030.